# 22174 Allisonmae
22174 Allisonmae este un asteroid din centura principală de asteroizi.

## Descriere
22174 Allisonmae este un asteroid din centura principală de asteroizi. A fost descoperit pe 4 decembrie 2000 la Socorro, New Mexico, în cadrul proiectului LINEAR. Asteroidul prezintă o orbită caracterizată de o semiaxă mare de 2,61 ua, o excentricitate de 0,08 și o înclinație de 7,4° în raport cu ecliptica.